# Charles Victoire Emmanuel Leclerc
Charles Victoire Emmanuel Leclerc (ur. 17 marca 1772 w Pontoise, zm. 2 listopada 1802 na Tortudze) – generał francuski z czasów rewolucji i wczesnych wojen napoleońskich.

## Życiorys
W roku 1792 wstąpił do batalionu ochotniczego w okręgu Seine-et-Oise. Wyróżnił się w czasie oblężenia Tulonu i został mianowany kapitanem. W tym czasie zwrócił na niego uwagę Napoleon Bonaparte i powierzył mu ważne funkcje dowódcze w czasie kampanii w Niderlandach i podczas pierwszej kampanii włoskiej. W roku 1796 Leclerc był już zastępcą szefa sztabu armii francuskiej we Włoszech. Po bitwach pod San Giorgio i Rivoli został mianowany generałem.
W roku 1797 poślubił siostrę Napoleona, Paulinę, w tym samym roku objął funkcję szefa sztabu armii gen. Berthiera w czasie walk o Rzym. Leclerc odegrał bardzo ważną rolę przy zamachu stanu Napoleona w dniu 18 Brumaire (9 listopada 1799) – jego grenadierzy rozpędzili Radę Pięciuset, która nie chciała przekazać Napoleonowi władzy Pierwszego Konsula. Napoleon nagrodził go za to stopniem generała dywizji przy Armii Renu, a po pokoju w Lunéville mianował go dowódcą francuskiego korpusu ekspedycyjnego, który otrzymał zadanie stłumienia murzyńskiego powstania we francuskiej części wyspy San Domingo. Po trzech miesiącach walk powstanie stłumiono, ale po niedługim czasie wybuchło na nowo. Francuscy i polscy żołnierze Leclerca byli dziesiątkowani przez choroby, szczególnie przez żółtą febrę, na którą zapadł też generał. Leclerc przekazał dowództwo generałowi Rochambeau i wycofał się na pobliską wyspę Tortugę, gdzie zmarł 2 grudnia 1802. Również brat Leclerca, Louis Nicolas Marin Leclerc des Essarts (1770–1820) był na San Domingo.
Z Pauliną Bonaparte generał Leclerc miał syna Dermide’a, który zmarł w 1806 roku w wieku 8 lat.
W 1869 w jego rodzinnej miejscowości Pontoise wystawiono mu pomnik.